# Ursus, der Unbesiegbare
Ursus, der Unbesiegbare (Originaltitel: Ursus nella terra di fuoco) ist ein Abenteuerfilm mit Fantasyelementen, der in italienischer Produktion 1963 unter der Regie von Giorgio Simonelli entstand. Am 18. September 1964 hatte er seine deutschsprachige Erstaufführung.

## Handlung
In einem unbestimmten Land und zu unbestimmter Zeit herrscht König Lothar, der sich vom verschlagenen Hamilcar und seiner Nichte Mila beraten lässt. Er lässt sich zu Gedanken verleiten, seine friedlichen Nachbarn zu überfallen, ein Hirtenvolk, das jedoch vom starken Ursus beschützt wird. Ein Unfall der Königstochter Diana wird von Hamilcar benutzt, um Ursus von skrupellosen Gaunern unter Führung von Lero gefangen nehmen zu lassen und das Hirtenvolk zu töten oder zu versklaven. Ein Erdbeben verhindert die Festnahme, doch mittlerweile hat Hamilacar Lothar getötet; nur Diana gelingt die Flucht.
Ursus nimmt an einem Turnier teil, das Hamilcar ausrichten lässt, um das Volk milde zu stimmen, und kann dabei alle Gegner besiegen und zunächst allen Fallen entgehen. Einem geplanten Zweikampf mit Hamilcar weicht dieser aus, lässt Ursus in den Kerker werfen und zwingt Diana, ihn zu heiraten. Mit Hilfe der eifersüchtigen Mila und seinen Kräften kann sich Ursus befreien; mit Hilfe des Feuergottes kann er die Schergen Hamilcars und schließlich diesen selbst ausschalten. Er heiratet Diana, das Volk kann in Freiheit leben.

## Kritik
„Pseudohistorischer Abenteuerfilm voller sagenhafter Unwahrscheinlichkeiten, der hauptsächlich auf eine Abfolge gebündelter Rohheiten setzt. Belanglose Primitiv-Unterhaltung.“

## Synchronisation
- Luciana Gilli: Marianne Wischmann
- Claudia Mori: Ingrid Capelle
- Pietro Ceccarelli: Wolf Ackva
- Giuseppe Addobbati: Klaus W. Krause